# Aegotheles insignis
Aegotheles insignis là một loài chim trong họ Aegothelidae.
Loài này được tìm thấy ở New Guinea. Môi trường sống tự nhiên của nó là các khu rừng ẩm ướt nhiệt đới hoặc cận nhiệt đới.